# George of the Jungle
George of the Jungle es una película estadounidense de comedia y aventuras de 1997, dirigida por Sam Weisman y basada en el dibujo animado original de 1967 de Jay Ward del mismo nombre, que es una parodia de Tarzán. La película fue producida por Walt Disney Pictures con Mandeville Films y The Kerner Entertainment Company y se estrenó en los cines el 16 de julio de 1997. Está protagonizada por Brendan Fraser como el personaje principal homónimo, un hombre primitivo que fue criado por animales en una jungla africana, Leslie Mann como su interés amoroso, y Thomas Haden Church como su traicionero prometido.
En 2003 se tuvo una secuela que fue lanzada directa a vídeo, George of the Jungle 2. La cual cuenta con el regreso de tres de los actores originales (Thomas Haden Church, John Cleese y Keith Scott).

## Trama
En 1972, Cuando era bebé, George iba en un avión, mientras este volaba por África se estrelló con una montaña oculta en una nube, en este incidente George sobrevivió pero se perdió en la jungla y fue encontrado por un gorila que tiene el don del habla.
25 años después se convirtió en el rey de la jungla, se columpiaba en lianas y tenía la mala suerte de siempre estamparse en un árbol mientras lo hacía. Un día Úrsula, una mujer bella que pasaba sus vacaciones en la misma selva, se sorprendió al ver que su novio Lyle la había seguido hasta la jungla. Lyle había sido llevado por dos guías algo torpes pero que juegan un papel fundamental en la historia. Había una leyenda sobre un "simio blanco" que decía que era el rey de la jungla y que vivía solo. A Úrsula le impresionó esta historia pero a Lyle no le importó en absoluto. Lyle tenía ganas de regresar pronto para que se realizara su boda con Úrsula, así que, con la intención de terminar pronto con eso y probarle a Úrsula que el simio blanco no existía, salió en su búsqueda junto con Úrsula y se separaron del grupo.
Fueron atacados por un león, Lyle intentando escapar con la excusa de ir a buscar ayuda, tropezó y se desmayó. Úrsula también intentó escapar pero estaba muy asustada para moverse. En ese momento George se encontraba balanceándose cerca del sitio donde se encontraba Úrsula, la vio y luchó contra el león para ayudarla. Curiosamente, Úrsula escuchó que durante la pelea George le hablaba al león como si fueran amigos y como si la pelea fuera solo un juego algo brusco.
Lyle se despertó y fue donde el resto de los guías para decirles que el "simio blanco" había robado a su novia. Úrsula se había desmayado y despertó en una casa de árbol donde descubrió que la vida en la jungla era cómoda, conoció al simio que habla (cuyo nombre era "Ape"; "Simio" traducido al español) y a un elefante que se cree perro.
Lyle terminó encontrando a Úrsula y tomó una pistola confundiéndola con un encendedor, para espantar a George, mientras los dos guías que Lyle había contratado intentaron matar al elefante que se cree perro, para robarle sus dientes de marfil, pero el simio que habla se dio cuenta y gritó para avisarle. Los dos guías intentaron disparar al simio con un tranquilizador, para llevarlo y presentarlo como un espectáculo en Las Vegas. George se dio cuenta e intentó salvar al simio. Lyle creyendo que estaban siendo atacados quiso prender su "encendedor" para espantarlo pero como en realidad era una pistola le disparó a George.
Sorprendentemente George sólo terminó algo herido; pero Úrsula sabía que él no sobreviviría si seguía en la jungla, así que lo llevó a San Francisco para que fuese curado.
George quedó impresionado con las grandes ciudades, y empezó a sentir una atracción hacia Úrsula. Esta, a su vez, dejó de sentir atracción hacia Lyle por haberle disparado a George y por abandonarla cuando el león los atacó, así que decidió decirle a sus padres lo que ahora sentía, estos no tomaron la noticia con mucho entusiasmo, en especial Beatrice Stanhope, madre de Úrsula, quien creía que su hija estaba enamorada de George y por eso había dejado a Lyle.
La señora Stanhope insistió en continuar con la boda tan pronto Lyle saliera de la cárcel en África, así que le dijo personalmente a George que dejara a Úrsula. Mientras tanto, en la jungla, los dos acompañantes de Lyle planearon secuestrar al gorila que habla para llevarlo a las Vegas como espectáculo. Tan pronto se dio cuenta, el tucán Tuqui (encargado de las noticias en la jungla) fue a San Francisco volando para avisar a George de que el gorila que habla había sido raptado, y en cuanto se enteró fue directo a África para rescatarlo. 
En la ciudad, Úrsula se dio cuenta de que amaba a George. Cuando se dio cuenta de que su madre le había insistido a él que se fuera de la ciudad, y pensando que solo por esta causa se había marchado, decidió ir a buscarlo a la jungla. Finalmente George, con ayuda de Úrsula, logró rescatar a los perdidos guías.
Lyle, quien se había escapado de la cárcel y luego se había unido a una secta que le dio poderes prenupciales (para unirse en matrimonio), raptó a Úrsula para casarse con ella y la llevó a las cascadas, donde ambos estuvieron al borde de la muerte. George empezó a perseguir a Lyle. Al columpiarse se encontró con una serpiente, George la suelta y escapa. George logró rescatar a Úrsula a tiempo, y finalmente se casaría con ella y tendría un hijo. Por su parte, Lyle terminó desposándose con una gorila.
Antes que acabe la película, el simio interrumpe los créditos finales mostrando el desenlace de su historia. En esa toma aparece como showman en Las Vegas, con su propio espectáculo y teniendo una importante suma de dinero.

## Elenco
- Brendan Fraser como George, el rey de la jungla.
- Leslie Mann como Úrsula Stanhope.
- Thomas Haden Church como Lyle Van de Groot.
- Richard Roundtree como Kwame, el guía turístico.
- Greg Cruttwell y Abraham Benrubi como Max y Thor, dos cazadores furtivos que trabajan para Lyle y que son antagonistas secundarios de la película.
- Holland Taylor como Beatrice Stanhope, la madre de Úrsula.
- Kelly Miller como Betsy, la mejor amiga de Úrsula
- John Bennett Perry como Arthur Stanhope, el padre de Úrsula.
- Afton Smith como otra amiga de Úrsula.
- John Cleese como el gorila amigo de George.